# Cầu La Mã

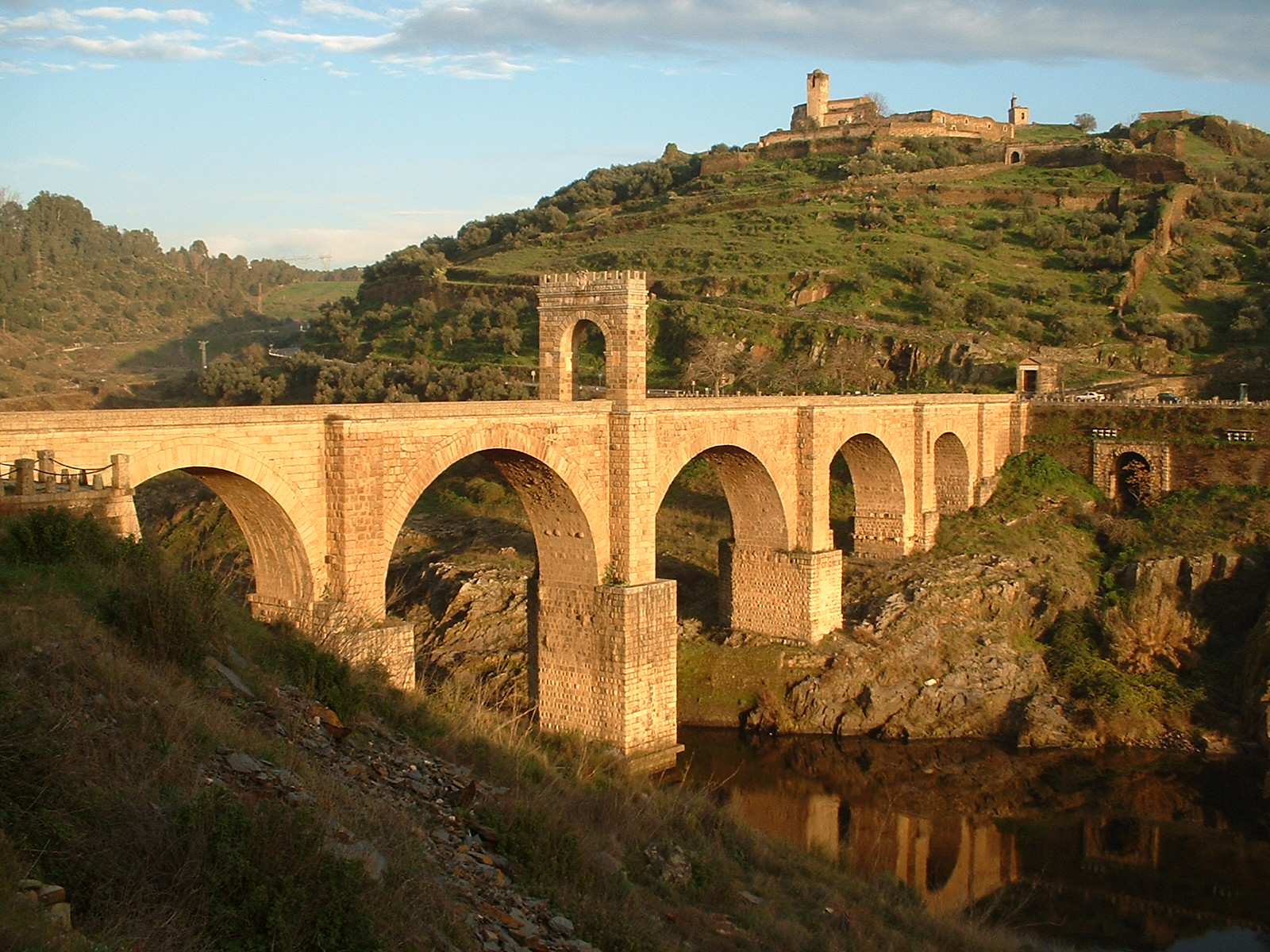
Cầu Alcántara ở Tây Ban Nha, một kiệt tác xây dựng thời cổ đại.

Cầu La Mã là loại cầu được xây dựng bởi người La Mã cổ đại, là những cây cầu lớn và lâu dài đầu tiên được xây dựng. Cầu La Mã được xây dựng bằng đá và có vòm là cấu trúc cơ bản. Bê tông được sử dụng nhiều vì chất lượng tốt, cũng là việc sử dụng bê tông đầu tiên cho một công trình xây dựng là cầu.
Danh sách các cây cầu La Mã do kỹ sư Colin O'Connor chọn, liệt kê 330 cây cầu đá La Mã được dùng lưu thông, 34 cây cầu gỗ La Mã và 54 cây cầu dẫn nước La Mã, một phần đáng kể trong số chúng vẫn còn đến nay và thậm chí được sử dụng cho phương tiện vận tải. Một cuộc khảo sát đầy đủ hơn của học giả người Ý Vittorio Galliazzo đã liệt kê 931 cây cầu La Mã, chủ yếu bằng đá, nằm ở 26 quốc gia (bao gồm cả Nam Tư cũ; xem bảng bên phải, ở dưới).

## Kiểu cầu
| Châu Âu     | 800 |
| ----------- | --- |
| Ý           | 460 |
| Tây Ban Nha | 142 |
| Pháp        | 172 |
| Đức         | 130 |
| Đại Anh     | 129 |
| Bồ Đào Nha  | 114 |
| Yugoslavia  | 113 |
| Thụy Sĩ     | 111 |
| Hy Lạp      | 110 |
| Hà Lan      | 114 |
| Bulgaria    | 113 |
| Luxemburg   | 113 |
| Albania     | 112 |
| Áo          | 112 |
| Bỉ          | 112 |
| Romania     | 112 |
| Hungary     | 111 |

| Châu Á     | 174 |
| ---------- | --- |
| Thổ Nhĩ Kỳ | 155 |
| Syria      | 117 |
| Jordan     | 115 |
| Liban      | 114 |
| Israel     | 112 |
| Iraq       | 111 |

| Châu Phi | 157 |
| -------- | --- |
| Tunisia  | 133 |
| Algeria  | 119 |
| Libya    | 115 |

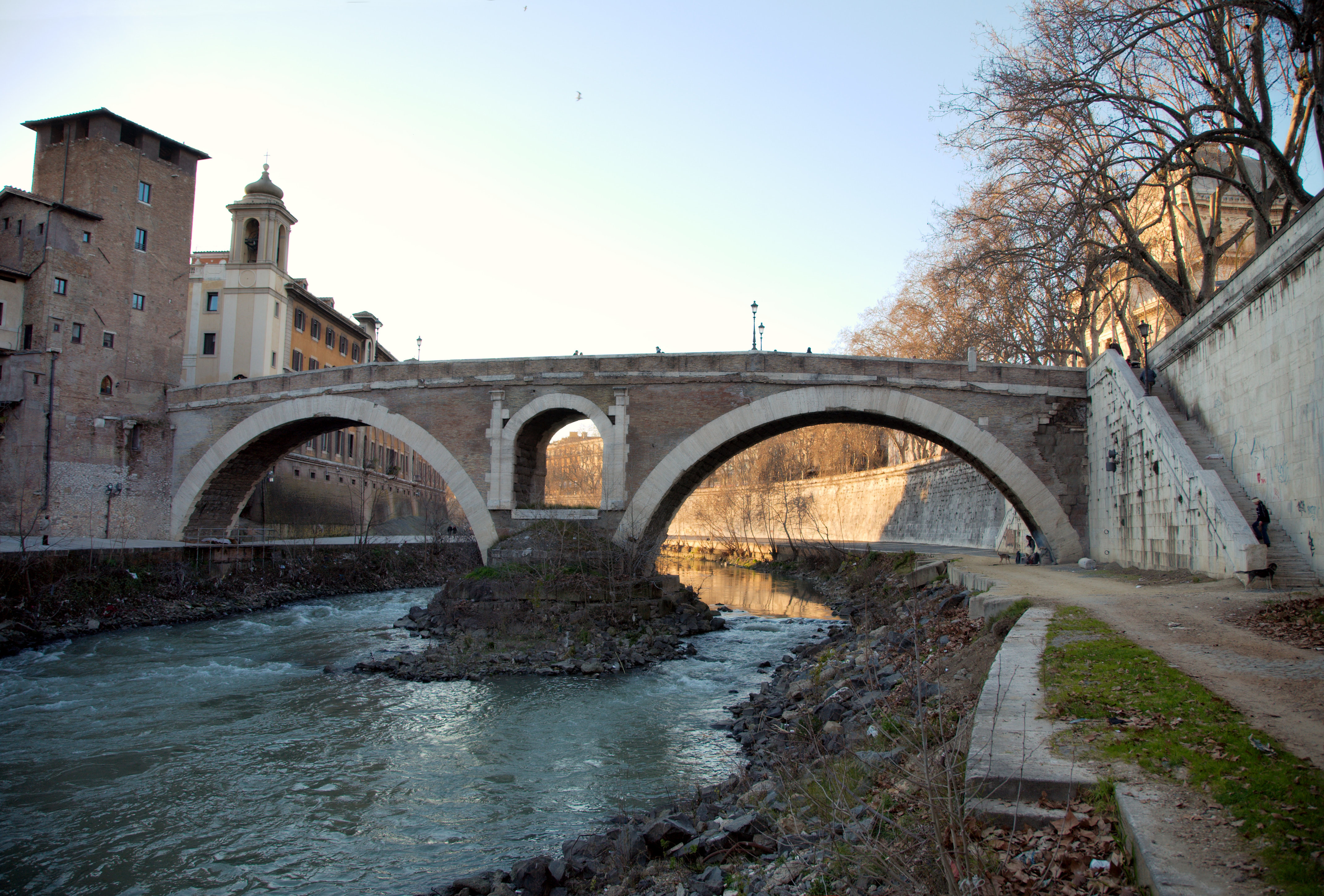
Pons Fabricius ở Rome, Italy

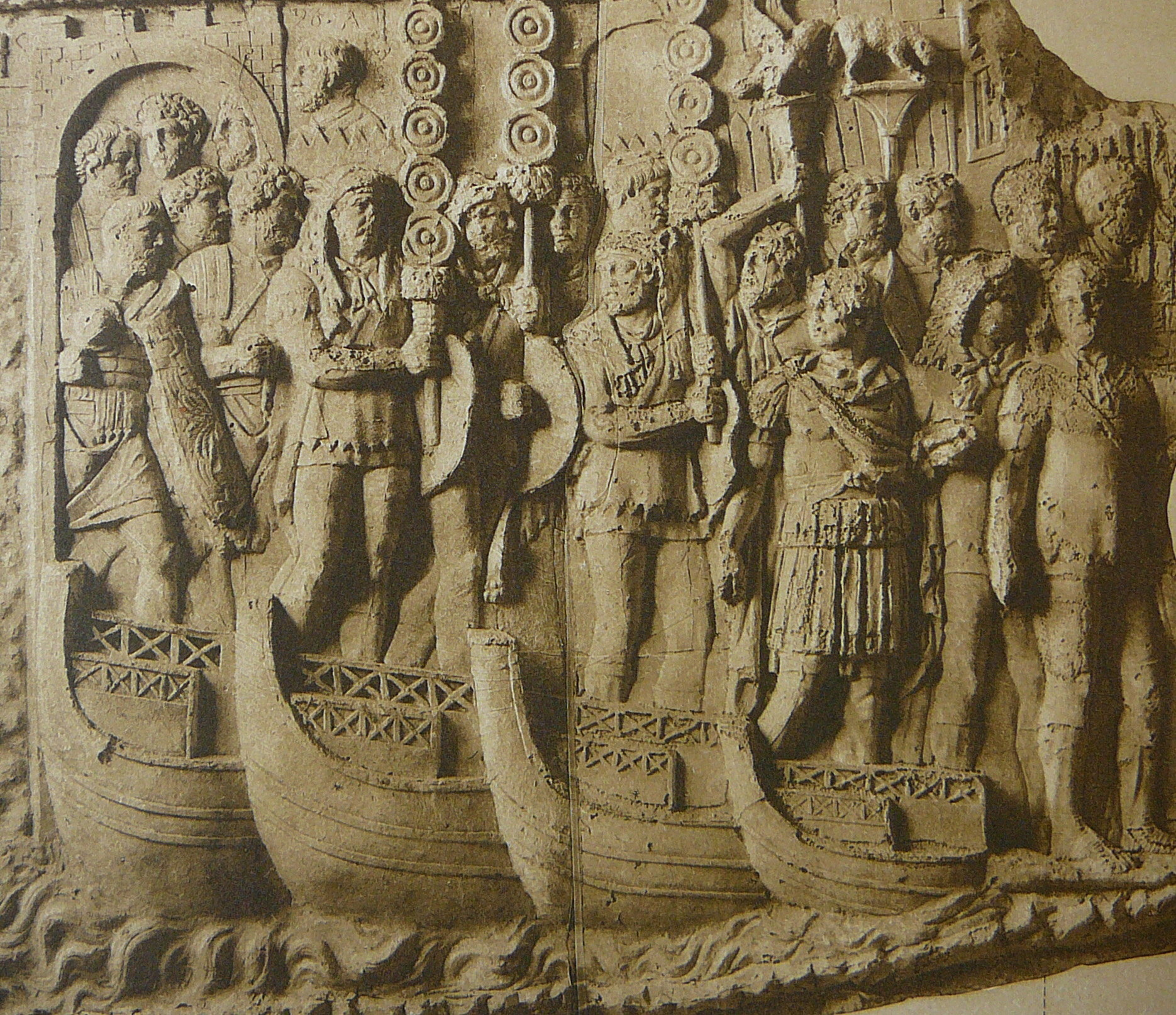
Cầu phao La Mã bắc qua sông Danube

Cũng giống như hầm và mái, người La Mã là những người đầu tiên nhận ra đầy đủ ích lợi của các vòm trong một công trình cầu.

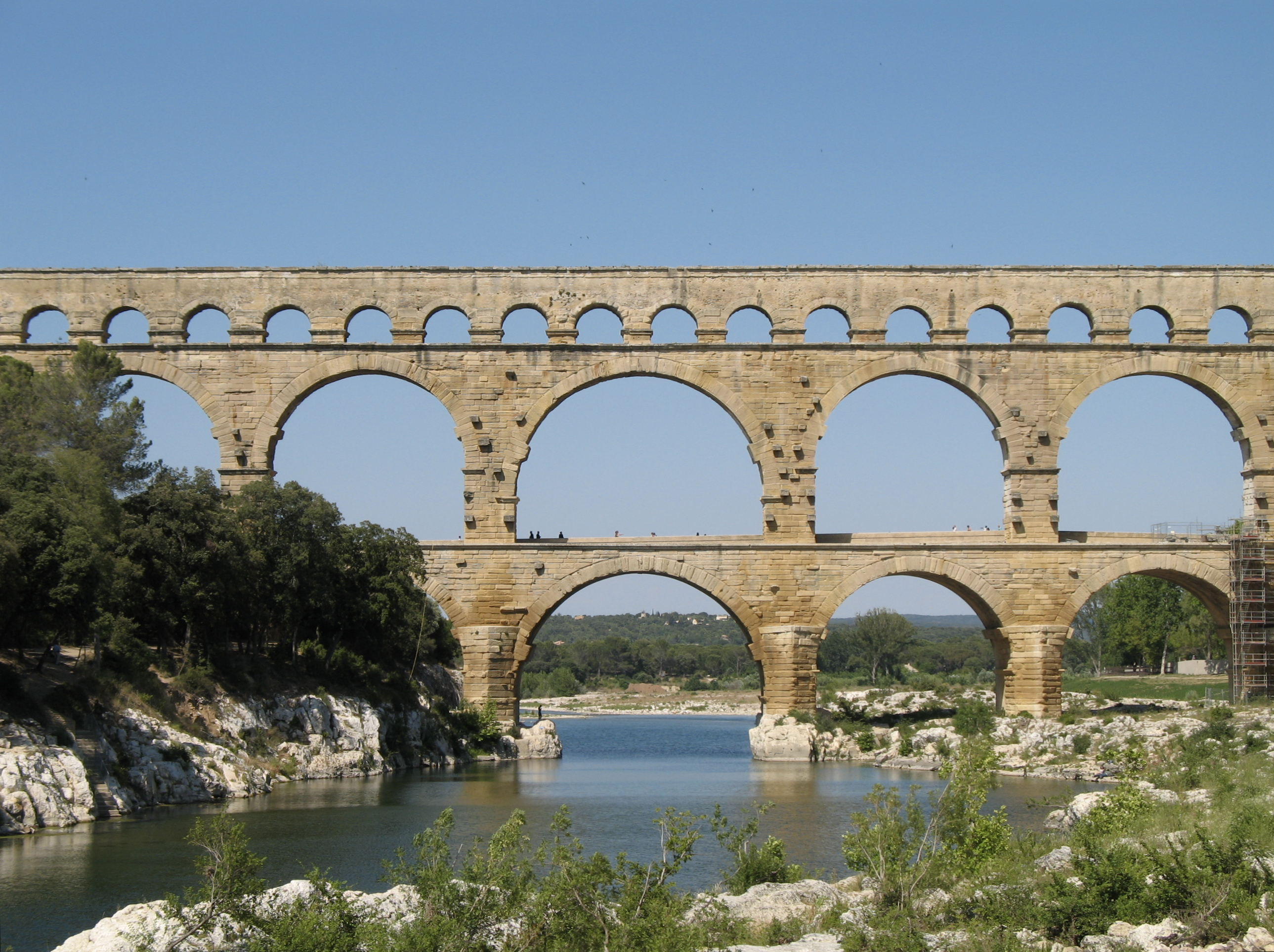
Pont du Gard là một phần của hệ thống máng dẫn nước (aqueduc) do đế chế La Mã xây dựng từ thế kỉ 1 và tồn tại gần như nguyên vẹn đến ngày nay,

Cầu vòm La Mã thường có hình bán nguyệt, mặc dù một số ít là phân đoạn của một cây cầu (như cầu Alconétar). Một vòm phân đoạn là một vòm ít hơn một hình bán nguyệt. Ưu điểm của cây cầu vòm phân đoạn là nó cho phép một lượng lớn nước lũ chảy qua bên dưới, điều này sẽ ngăn cây cầu bị cuốn trôi trong trận lụt và cũng là để khối lượng cây cầu nhẹ hơn. Nhìn chung, các cây cầu La Mã có vòm chính hình nêm (voussoirs) có cùng kích thước và hình dạng. Người La Mã đã xây dựng cả hai nhịp đơn và nhiều cống vòm dài, như cầu Pont du Gard và cầu Segovia Aqueduct chẳng hạn. Những cây cầu của họ nổi bật trong thời kỳ ban đầu vì có thể mở cửa lũ, ví dụ như Pons Fabricius ở Rome (62 trước Công nguyên), đó là một trong những cây cầu lớn lâu đời nhất thế giới vẫn còn tồn tại. Các kỹ sư La Mã là những người đầu tiên cho đến trước khi cuộc cách mạng công nghiệp bùng nổ là những thợ xây duy nhất xây dựng những cây cầu bằng bê tông, mà họ gọi là opus caementicium. Bên ngoài thường được phủ bằng gạch hoặc đá, chẳng hạn như cây cầu Alcántara.
Người La Mã cũng xây dựng cầu vòm phân đoạn trong các công trình kiến trúc cầu của họ. Cầu Limyra dài 330 m nằm ở phía tây nam Thổ Nhĩ Kỳ có 26 vòm phân đoạn với tỷ lệ nhịp tăng trung bình là 5.3:1, tạo cho cây cầu một mặt phẳng bất thường vượt trội trong hơn một thiên niên kỷ. Cây cầu Trajan bắc qua sông Danube nổi bật với các vòm phân đoạn mở rộng làm bằng gỗ (dựng đứng trên các trụ bê tông cao 40 m). Đây là cây cầu vòm dài nhất trong một nghìn năm cả về chiều dài nhịp và tổng chiều dài, trong khi cây cầu La Mã còn tồn tại dài nhất là Puente Romano dài 790 m tại Mérida.
Cây cầu La Mã Karamagara ở Cappadocia có thể là cây cầu còn sót lại và cũng là sớm nhất của loại cầu có hình vòm nhọn.

### Hình dạng vòm
Những cầu vòm thời La Mã cổ đại chịu ảnh hưởng của quan niệm cổ xưa về hình dạng lý tưởng của vòng tròn, nhất là một vòng tròn đầy đủ, với vòm đá tiếp nối dưới lòng đất. Một ví dụ điển hình là cầu Pons Fabricius ở Rome. Do đó, các cây cầu La Mã được xây chủ yếu với các vòm hình bán nguyệt, hoặc, ở mức độ thấp hơn là vòm phân đoạn. Các thiết kế vòm phân đoạn tập trung ở Đông Bắc nước Ý, nhưng cầu kiểu này cũng nằm rải rác trên toàn bộ đế chế, như Cầu Limyra, Cầu Alconétar và Ponte San Lorenzo là những ví dụ điển hình. Ngoài ra, còn có một số cầu xây theo kiểu dạng vòm khác, trong một số trường hợp do chỉ còn là phế tích nên rất khó xác định. Sau thời cổ đại, các cầu xuất hiện dạng vòm nhọn.

### Các đặc điểm điển hình
- Nhiều cầu rộng hơn 5 mét
- Hầu hết trong số đó có độ dốc nhẹ

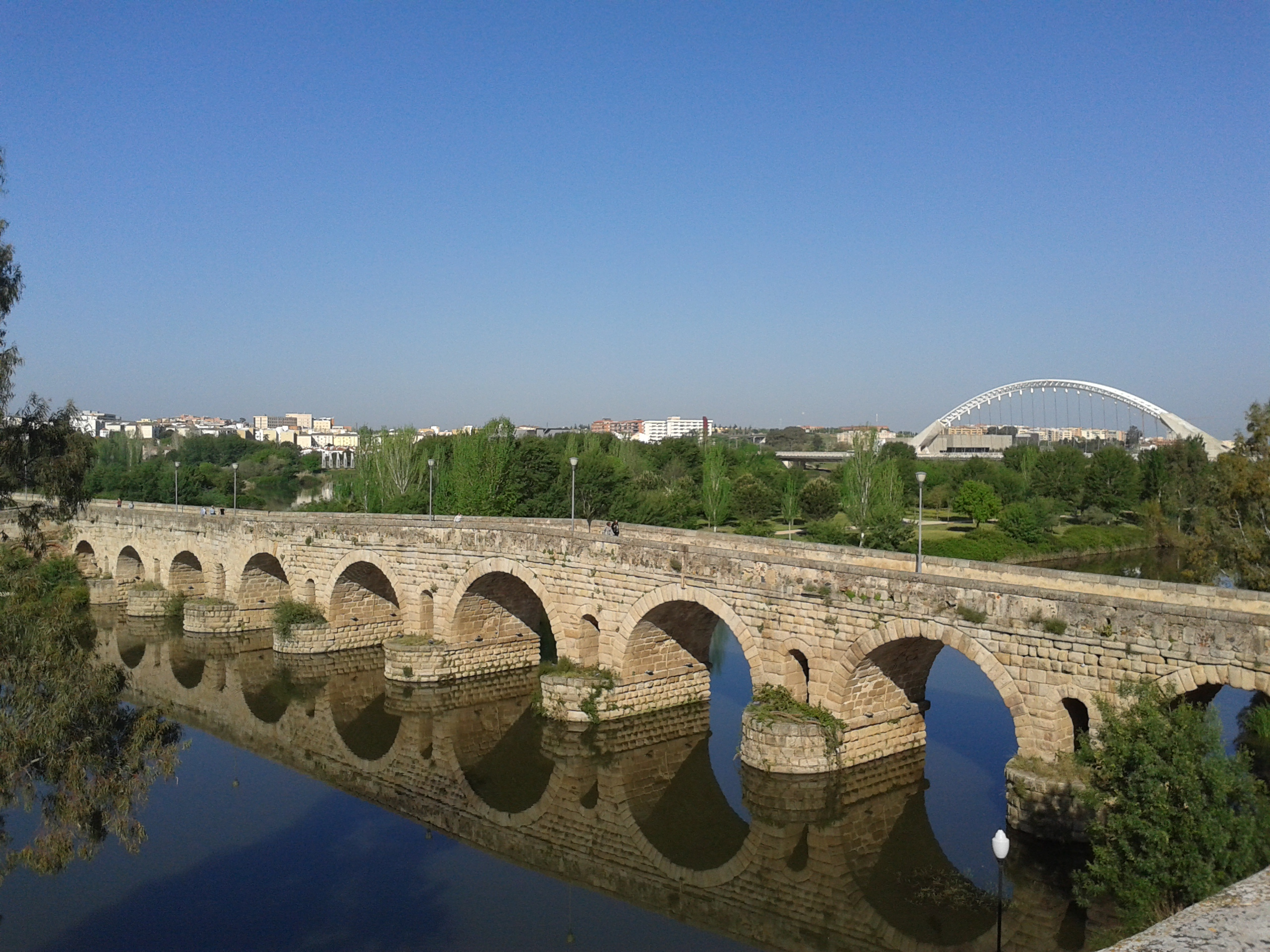
Puente Romano, Mérida, Tây Ban Nha. Với chiều dài tổng thể 792 m và vẫn đang được sử dụng, là cây cầu La Mã lớn nhất còn sót lại.

- Nhiều cầu xâu theo kiểu Rustication
- Nhiều cầu xây theo kiểu có xen kẽ một lớp đá hình chữ nhật được đặt theo chiều dọc và lớp tiếp theo có các đầu hướng ra ngoài
- Đá liên kết với điểm khớp nối hoặc thanh kim loại
- Được thụt vào đá để giữ các công cụ kẹp

(Nguồn Traianus - Một nỗ lực để xác định Cầu La Mã được xây dựng ở Hispania)

## Opus pontis
Chi phí xây dựng và sửa chữa cầu, được gọi là opus pontis ("công trình cầu"), là trách nhiệm chung của các đô thị địa phương. Chi phí chung của họ minh chứng cho việc các cây cầu La Mã thuộc về khu vực chung, và không thuộc về một thị trấn nào (hoặc cả hai, nếu ở trên biên giới). Cầu Alcántara ở Lusitania như một ví dụ, được xây dựng tại với chi phí của 12 đô thị địa phương, tên họ đã được thêm vào một dòng chữ. Về sau, trong Đế chế La Mã, các lãnh chúa địa phương của các vùng đất đã phải đóng tiền thập phân cho đế chế để sử dụng cho opus pontis. Người Anglo-Saxon bắt chước điều này với bricg-geworc.

## Những cầu điển hình

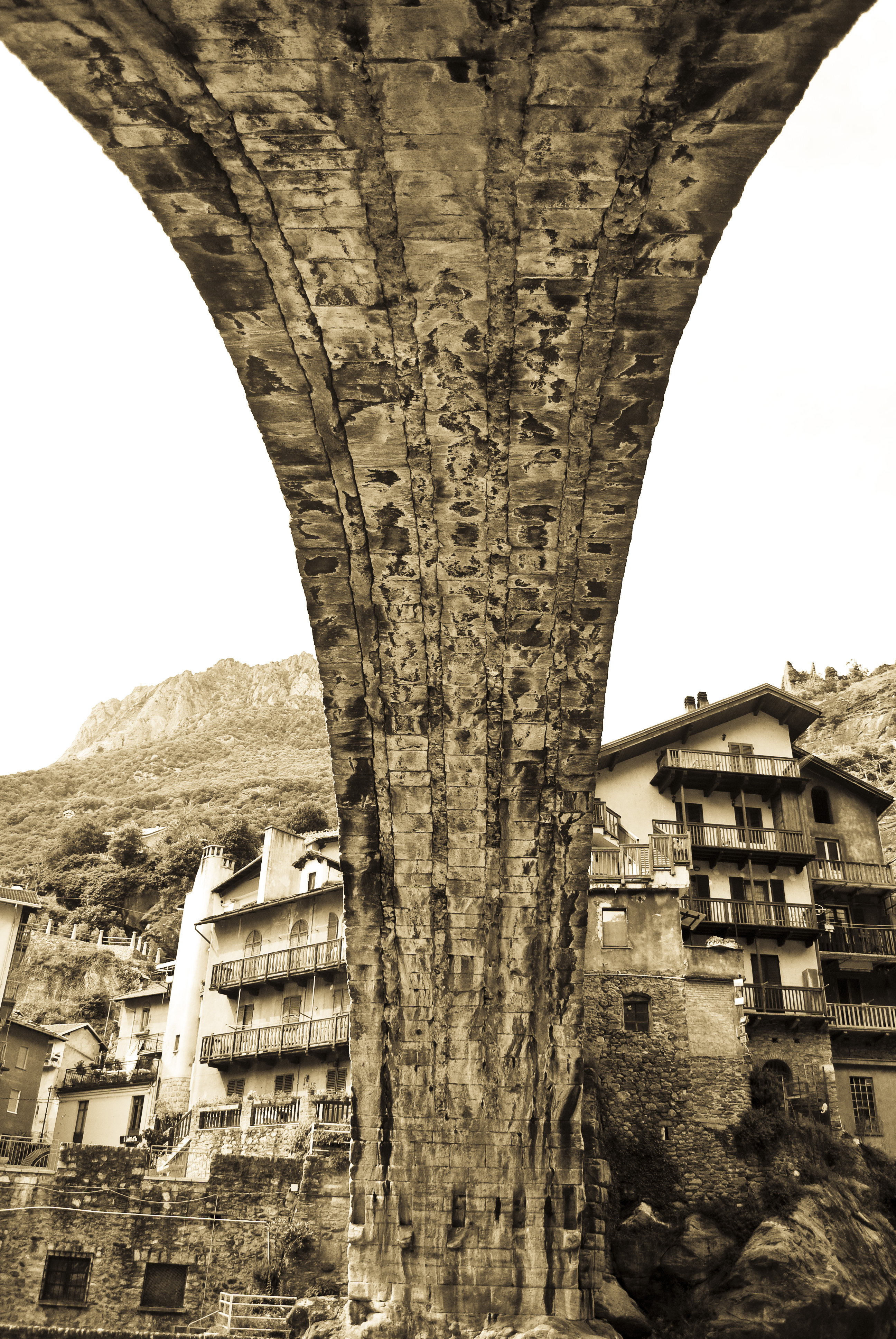
Cầu Pont-Saint-Martin, Ý.

Được xây dựng vào năm 142 trước Công nguyên, cầu Pons Aemilius sau này được đặt tên là Ponte Rotto (cây cầu gãy), là cây cầu đá La Mã cổ nhất ở Rome, Ý.
Cây cầu La Mã lớn nhất là cây cầu Trajan bắc qua sông Danube, được xây dựng bởi Apollodorus của Damascus, tồn tại trong suốt một thiên niên kỷ, cây cầu dài nhất được xây dựng cả về tổng chiều dài và chiều dài nhịp. Cầu cách mặt nước ít nhất 2 mét.
Một ví dụ về cầu quân sự tạm thời là Cầu sông Rhein của Caesar.

### Cầu lớn trên sông
Kỹ sư La Mã xây dựng cầu vòm đá hoặc cầu đá trụ trên các con sông chính trên khắp đế chế của họ, trong đó: Euphrates nằm ở biên giới với đế chế Ba Tư thù địch, và trên sông Nile, con sông dài nhất trên thế giới, được 'cầu nối' vào cuối năm 1902 bởi Old Aswan Dam.
Những con sông lớn nhất được bắc qua bởi những cây cầu vững chắc của người La Mã như cầu trên sông Danube và sông Rhine, hai con sông lớn nhất châu Âu. Vùng hạ lưu sông Danube có ít nhất hai cầu (Cầu Trajan, Cầu Constantine), trung và hạ lưu của sông Rhine bởi bốn cây cầu khác nhau (Cầu La Mã tại Mainz, Cầu sông Rhein của Caesar, Cầu La Mã tại Koblenz, Cầu La Mã ở Cologne). Đối với các dòng sông có nước chảy mạnh, nhằm phục vụ quân đội vượt sông nhanh chóng, cầu phao cũng được sử dụng thường xuyên. Xuất phát từ việc thiếu hồ sơ lịch sử về những cây cầu đá tiền hiện đại bắc qua những con sông lớn, kỳ tích của người La Mã được ghi nhận là dường như không thể vượt qua ở bất cứ nơi nào trên thế giới cho đến tận thế kỷ 19.

## Ảnh

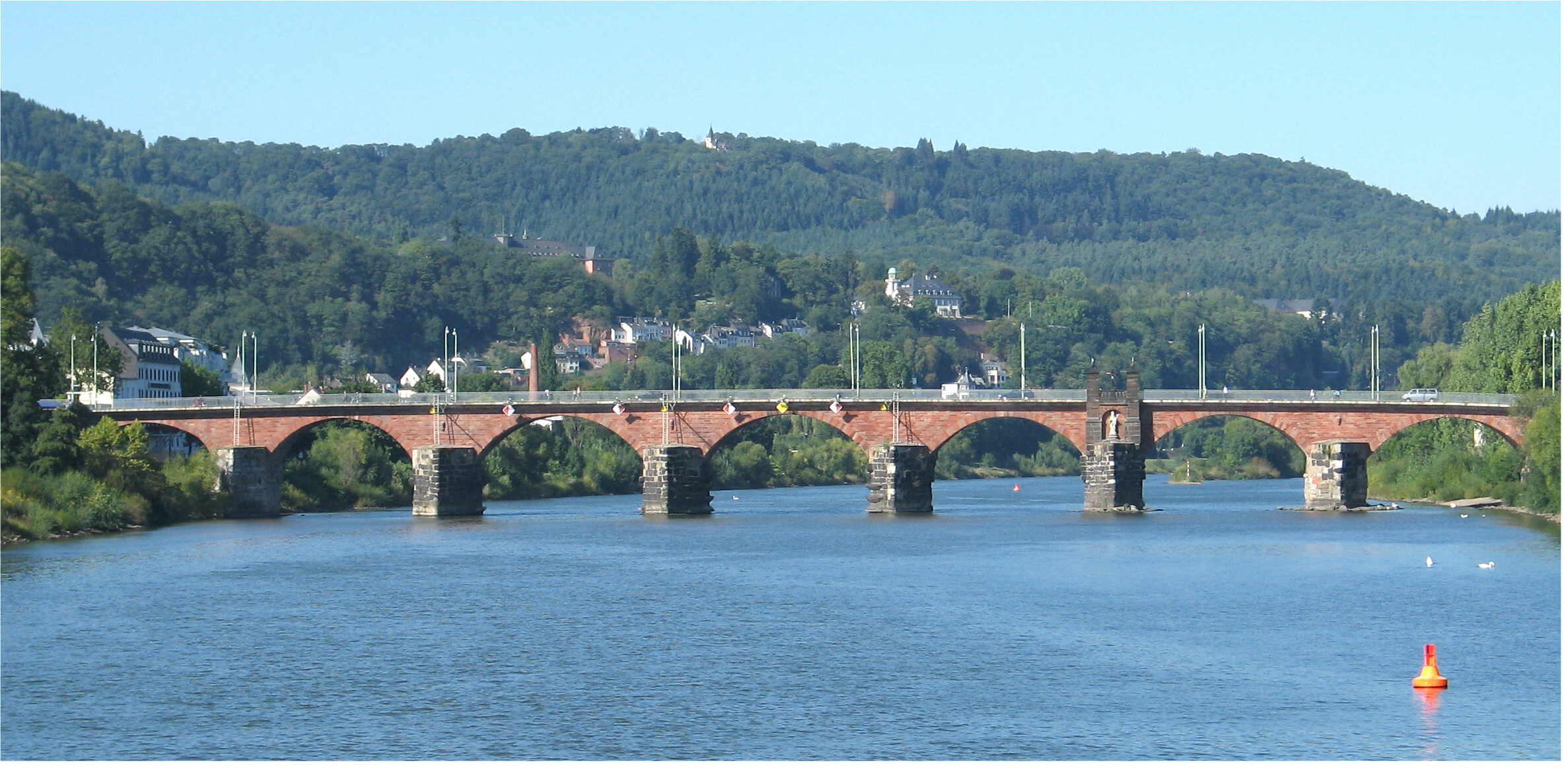
Römerbrücke ở Trier, Đức
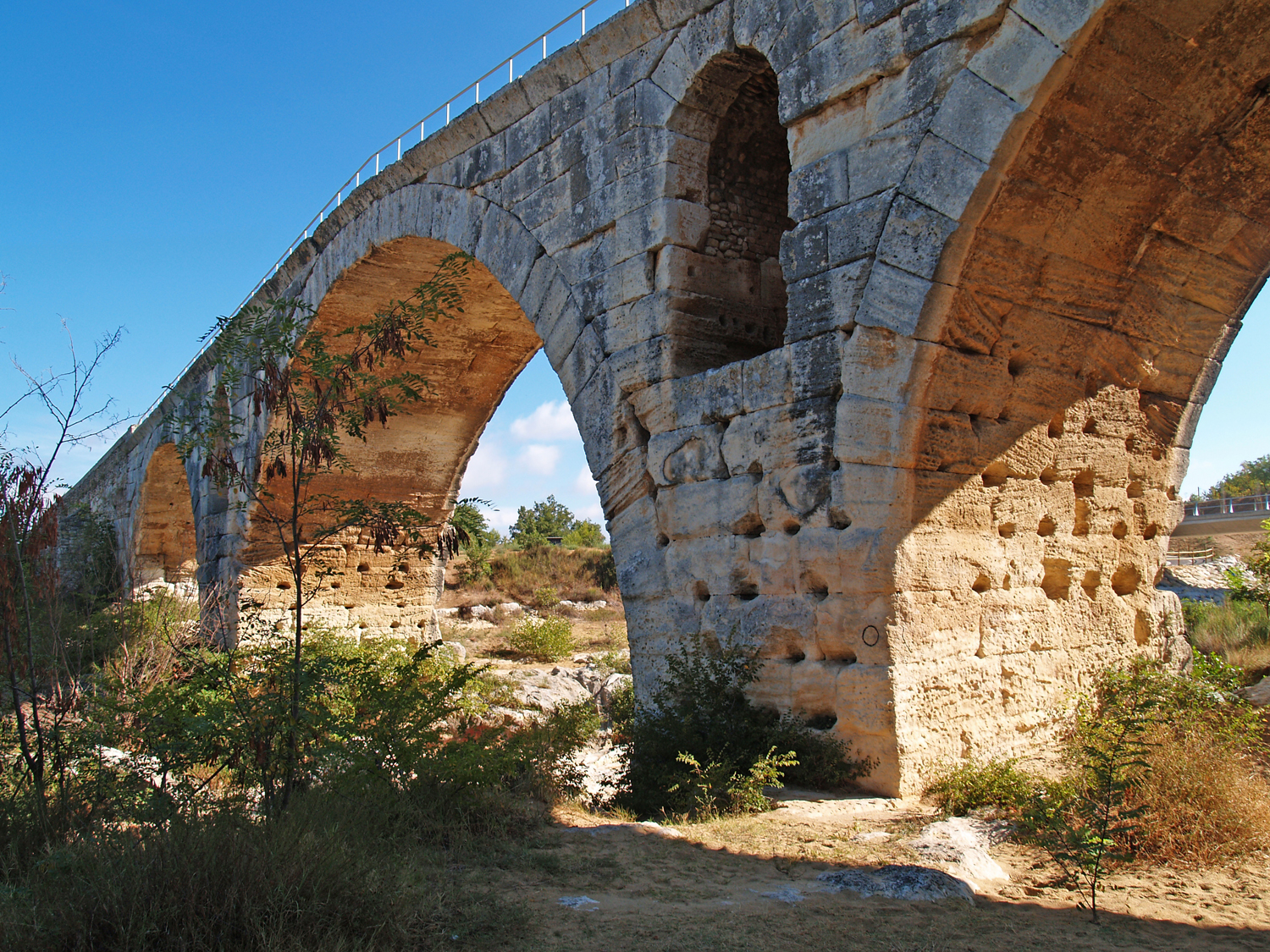
Pont Julien ở Apt, Pháp
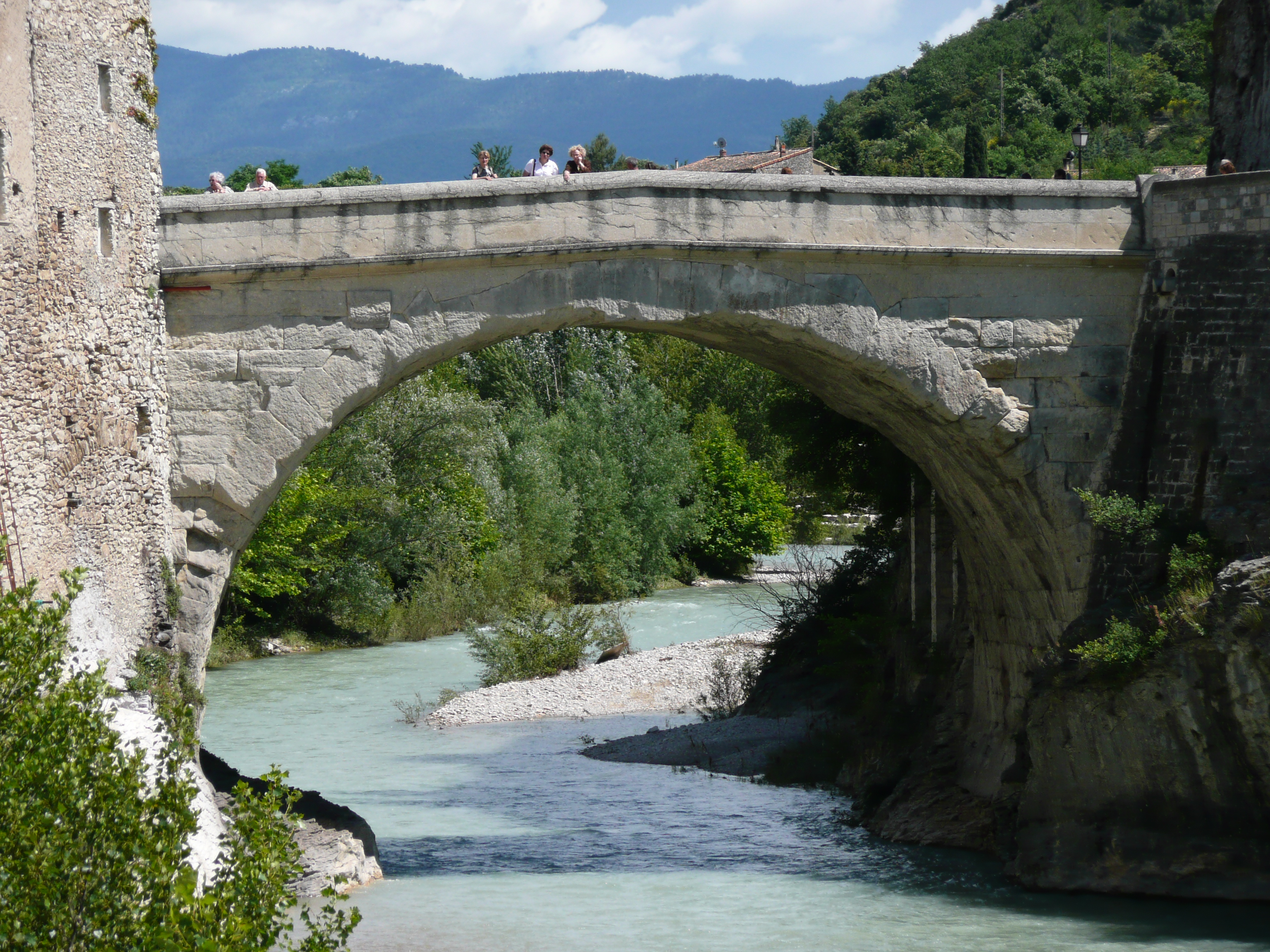
Cầu La Mã ở Vaison-la-Romaine, Pháp
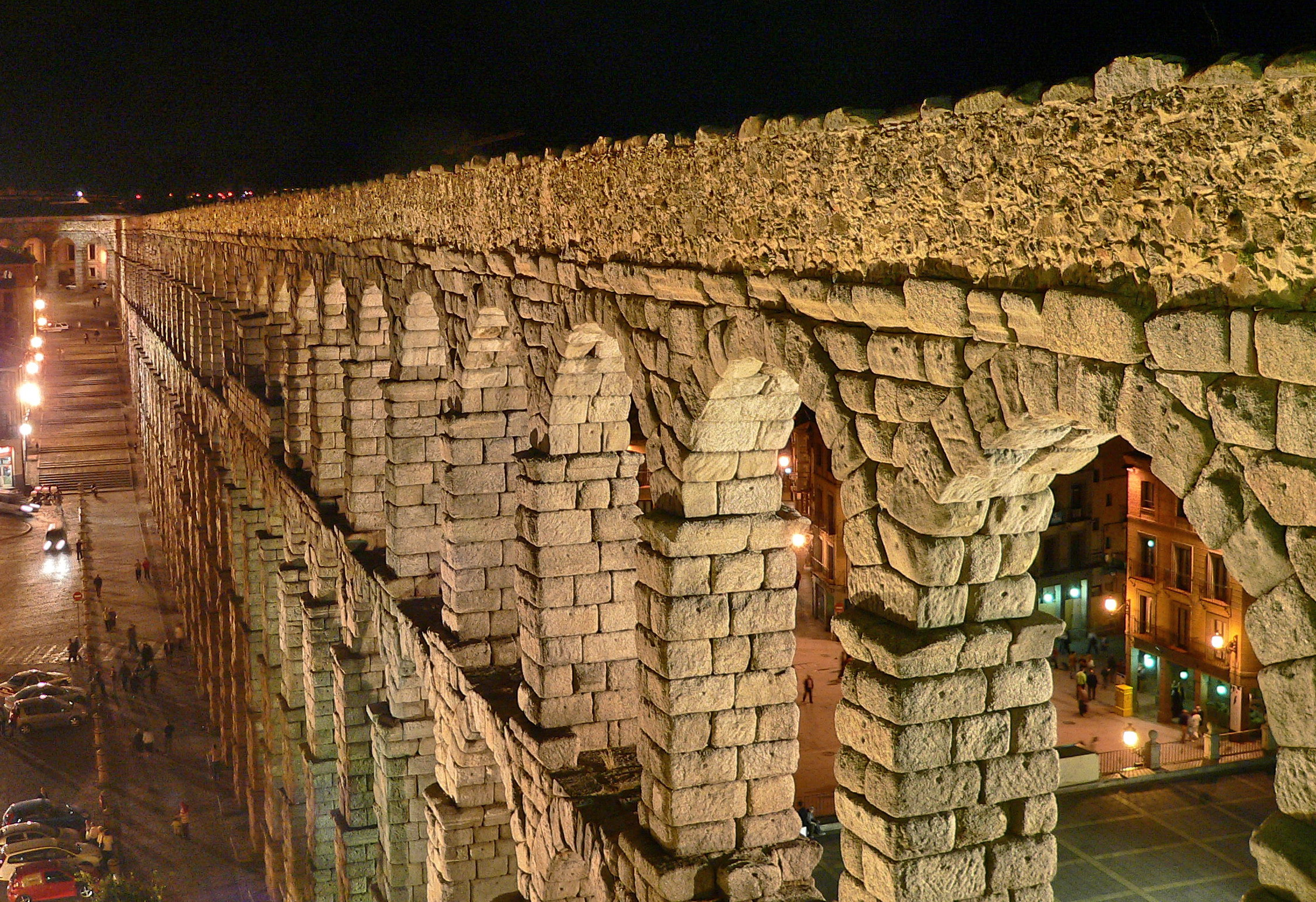
Cầu máng Segovia
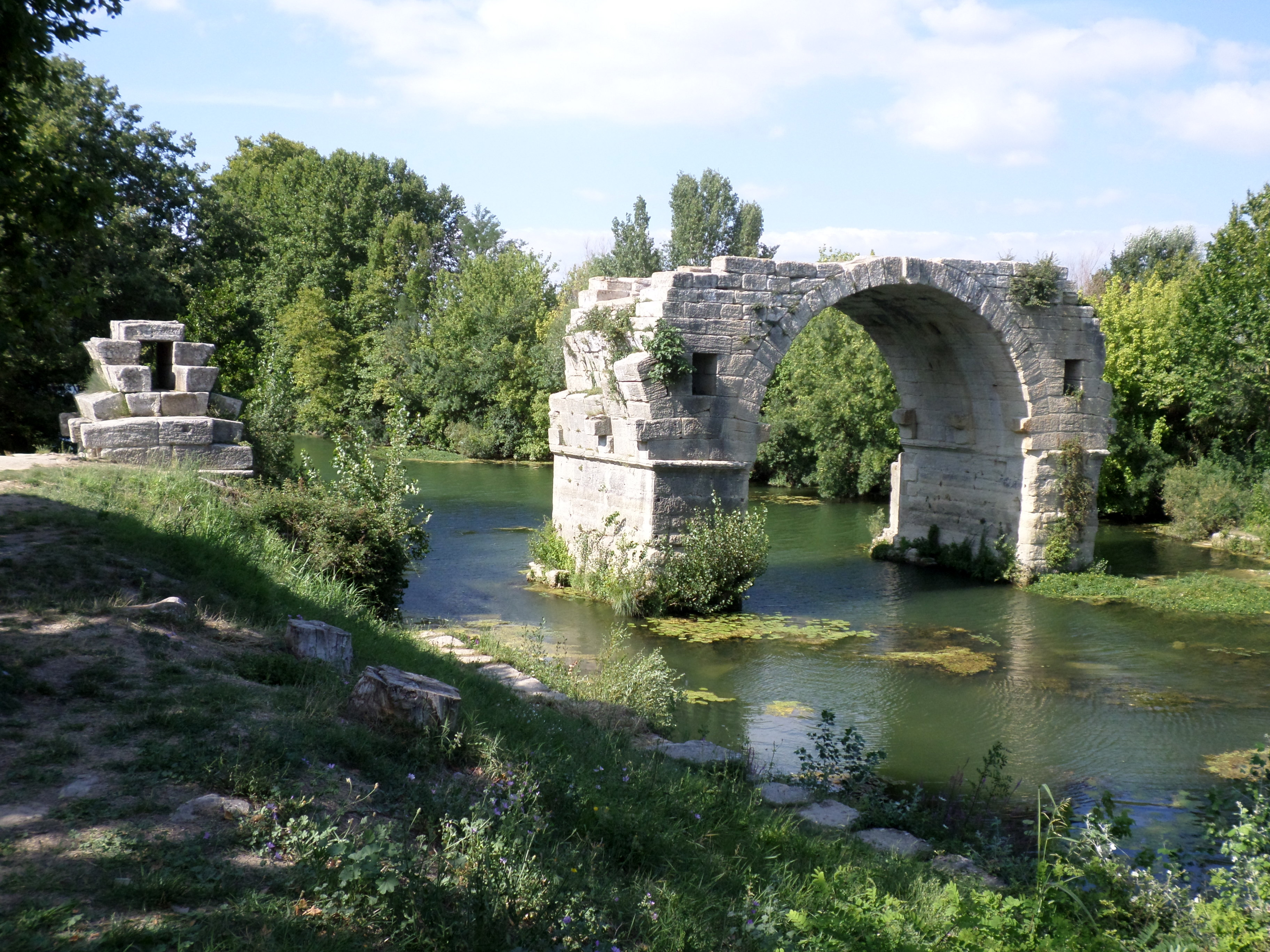
Pont Ambroix, Pháp
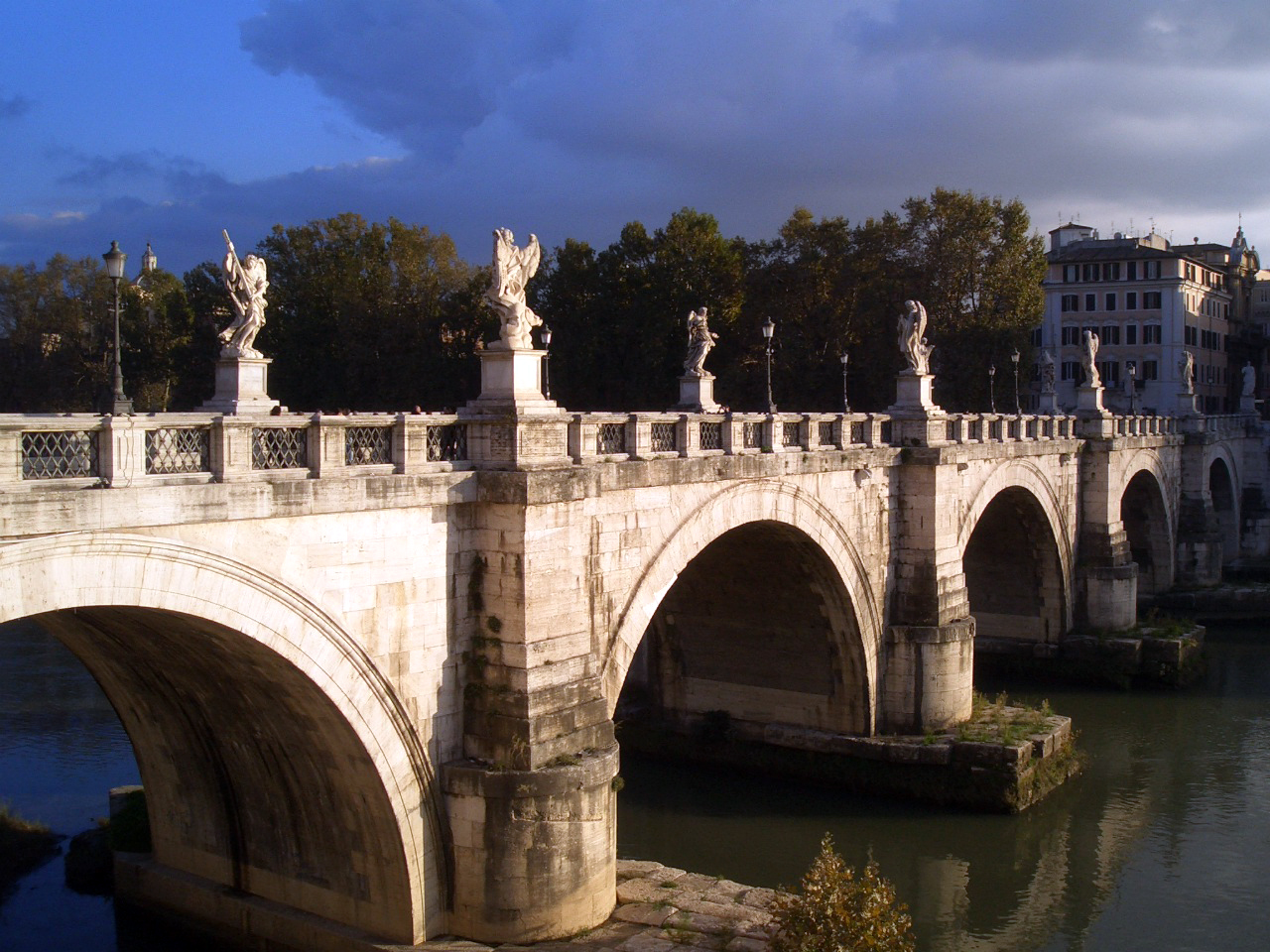
Ponte Sant'Angelo ở Rome, Ý
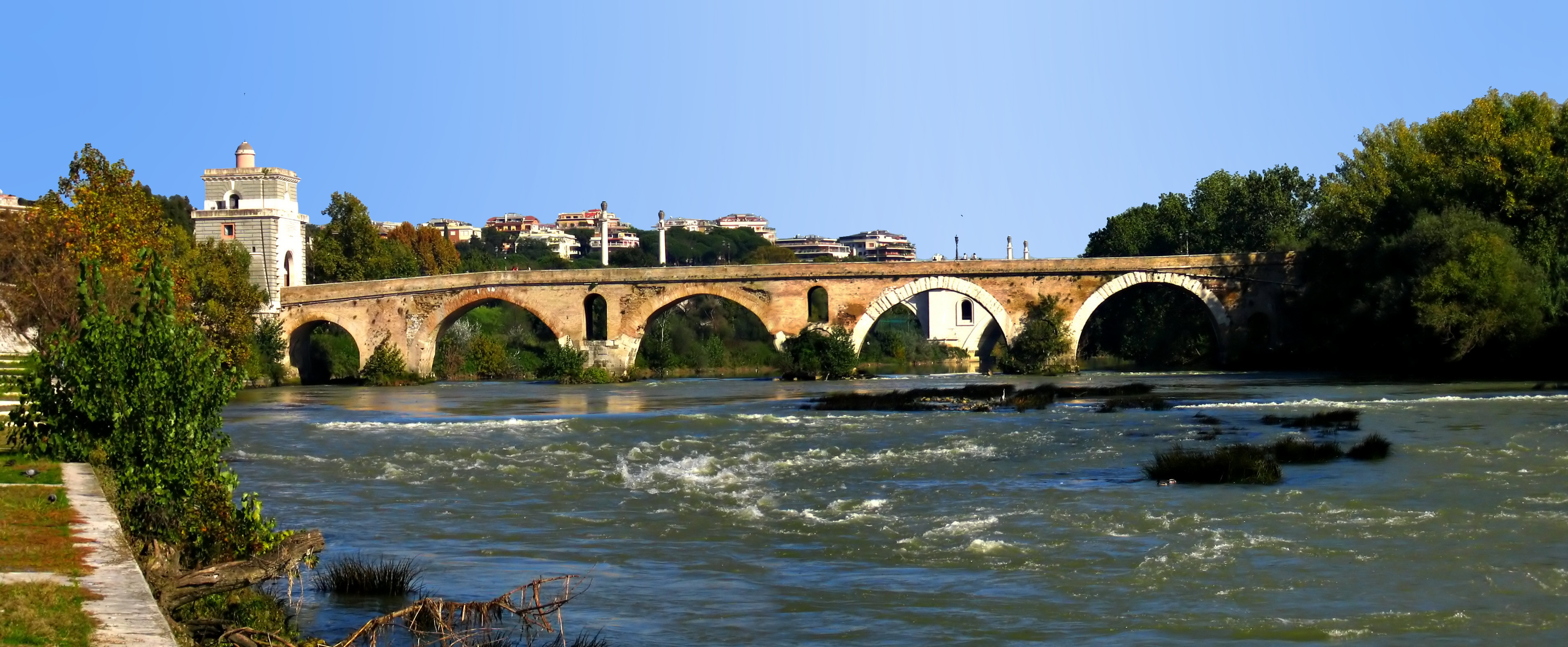
Ponte Milvio ở Rome, Ý
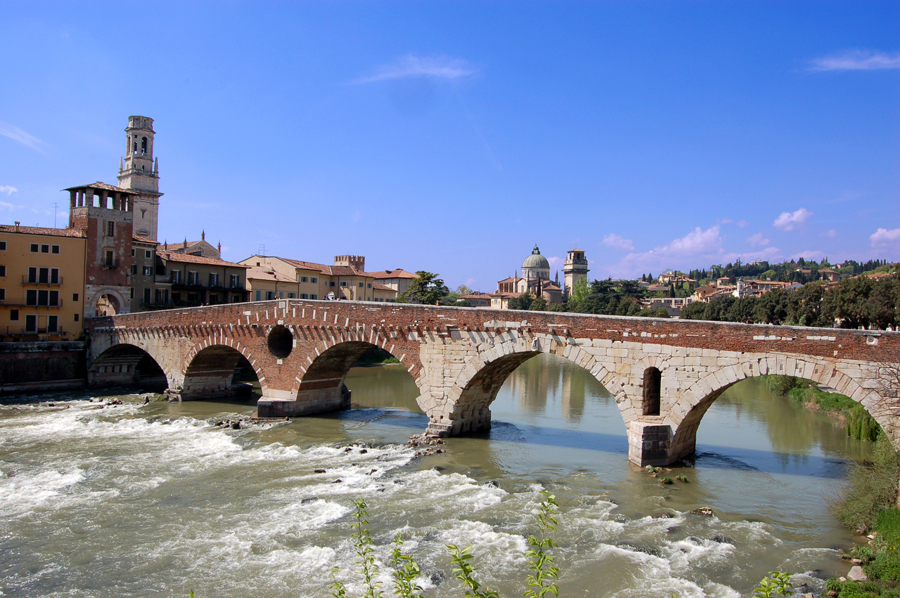
Ponte Pietra ở Verona, Ý
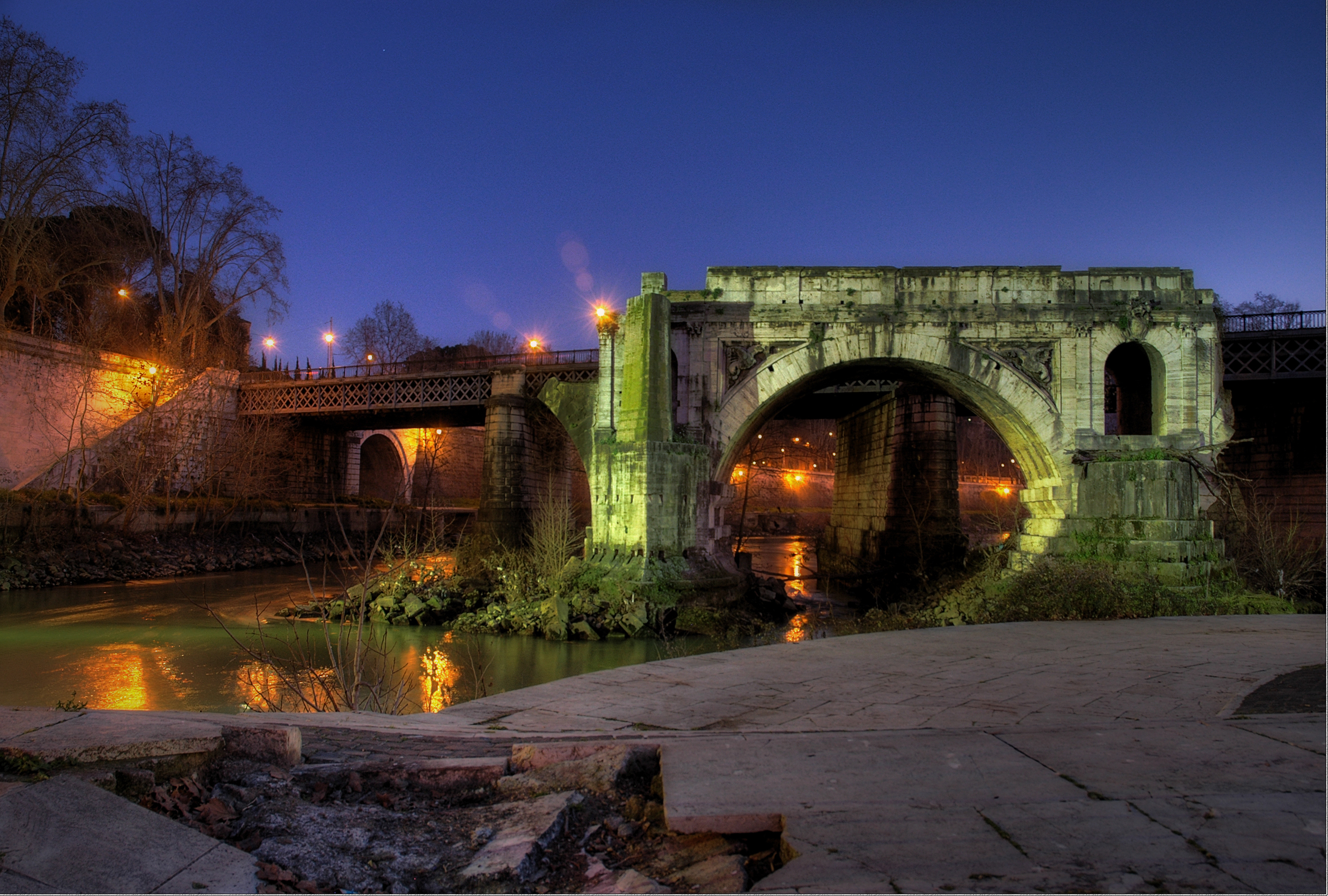
Pons Aemilius ở Rome, Ý
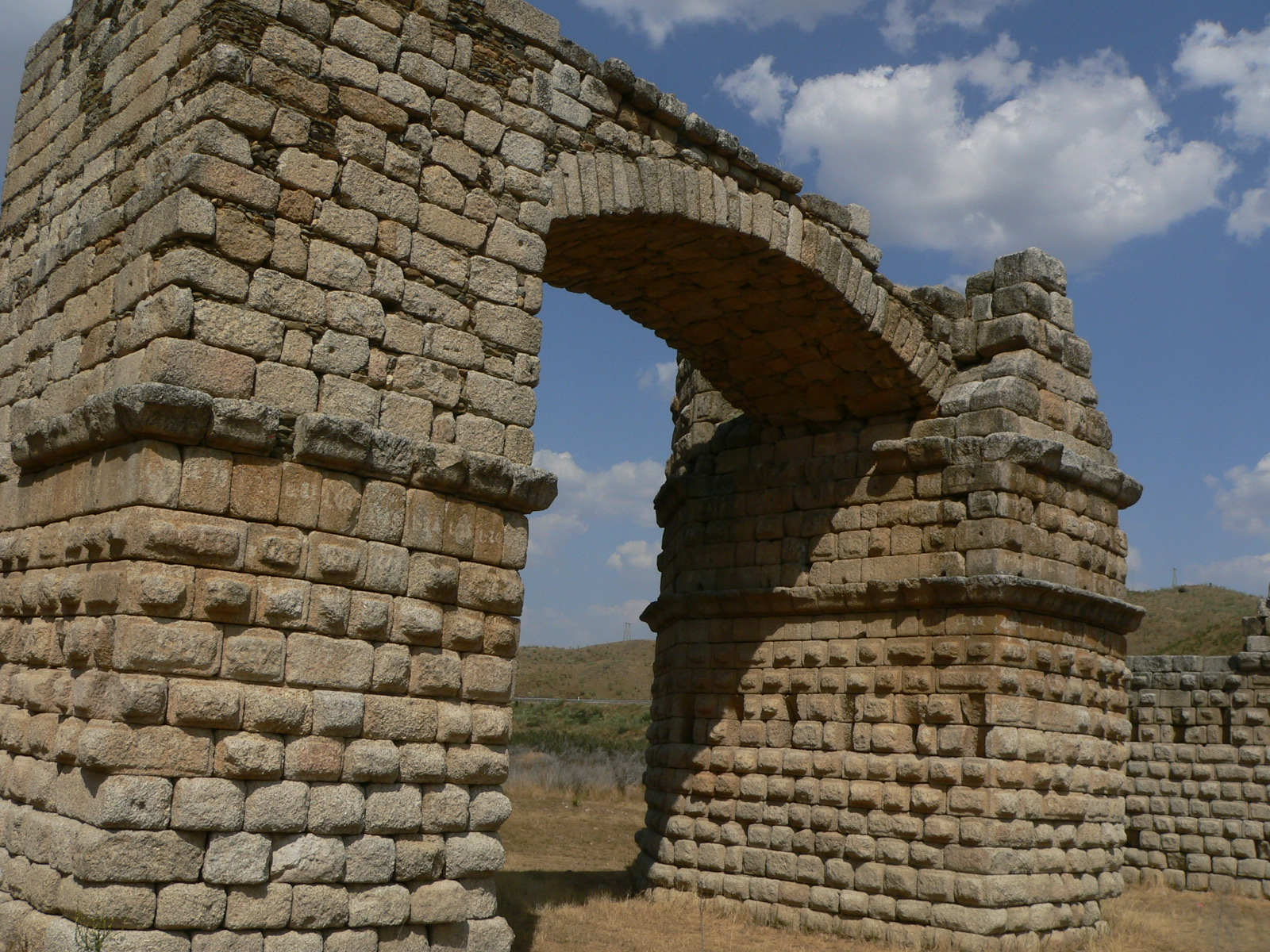
Puente de Alconétar, Tây Ban Nha
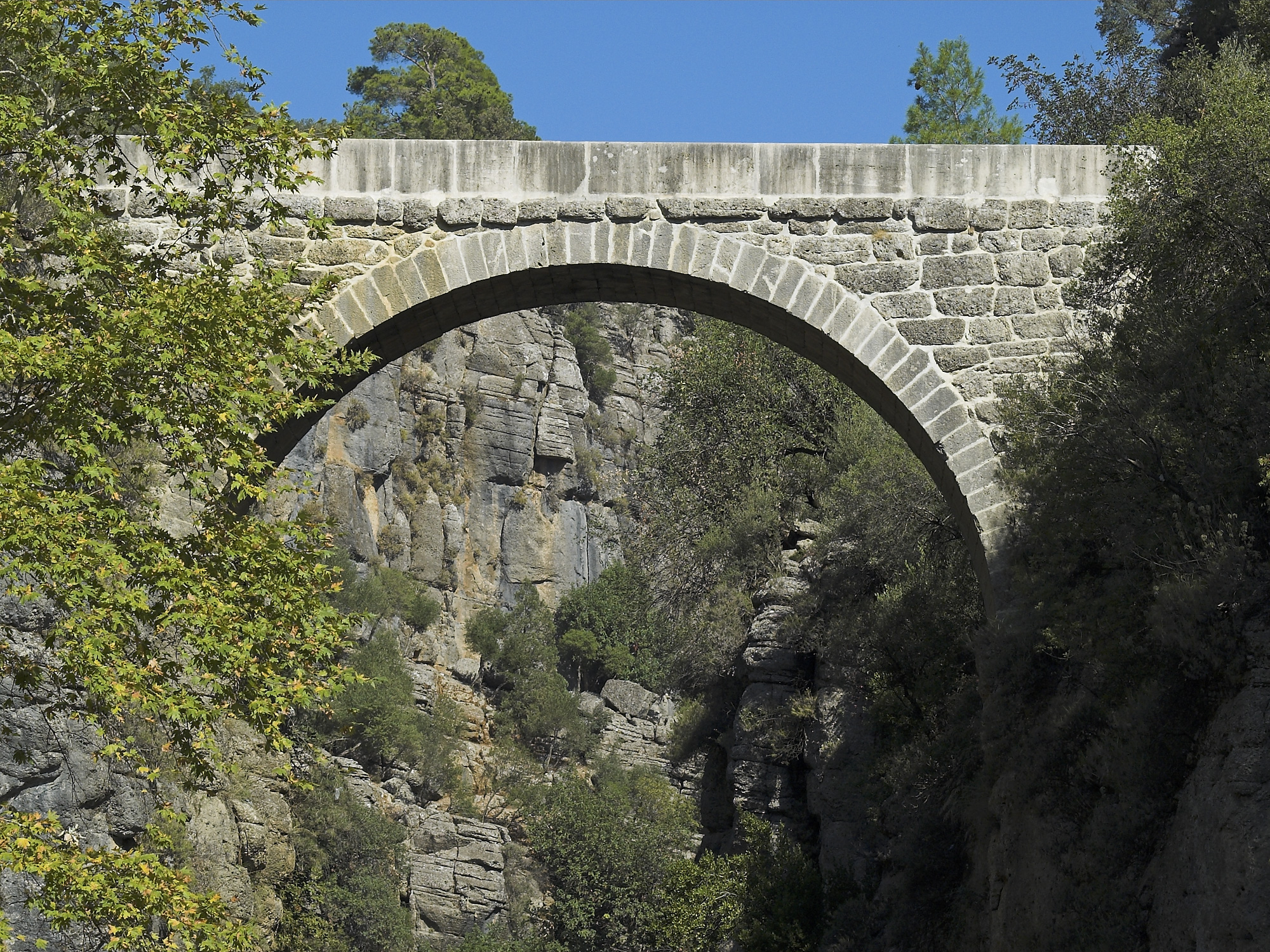
Cầu Eurymedon ở Selge, Thổ Nhĩ Kỳ
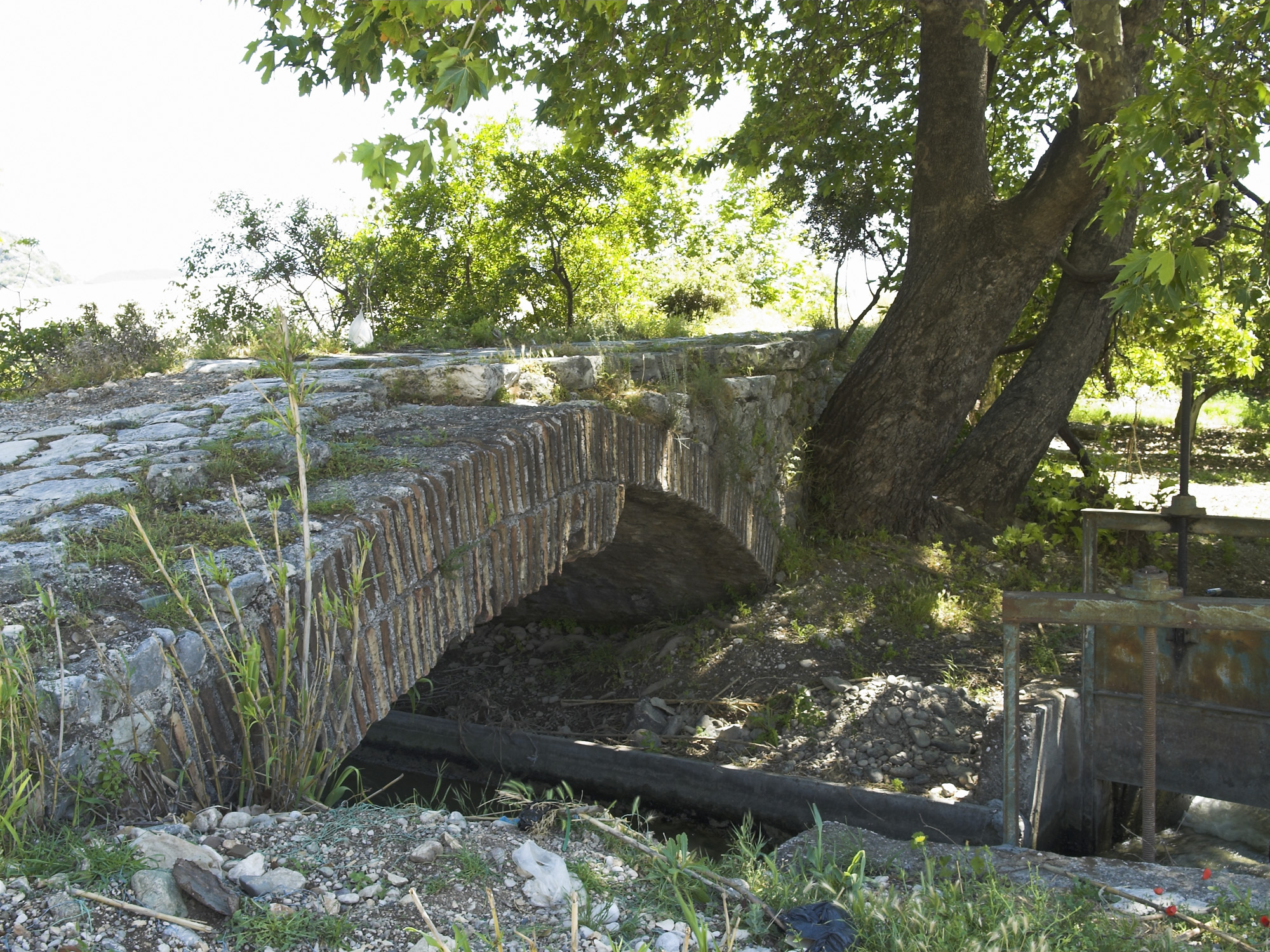
Cầu Limyra, Thổ Nhĩ Kỳ
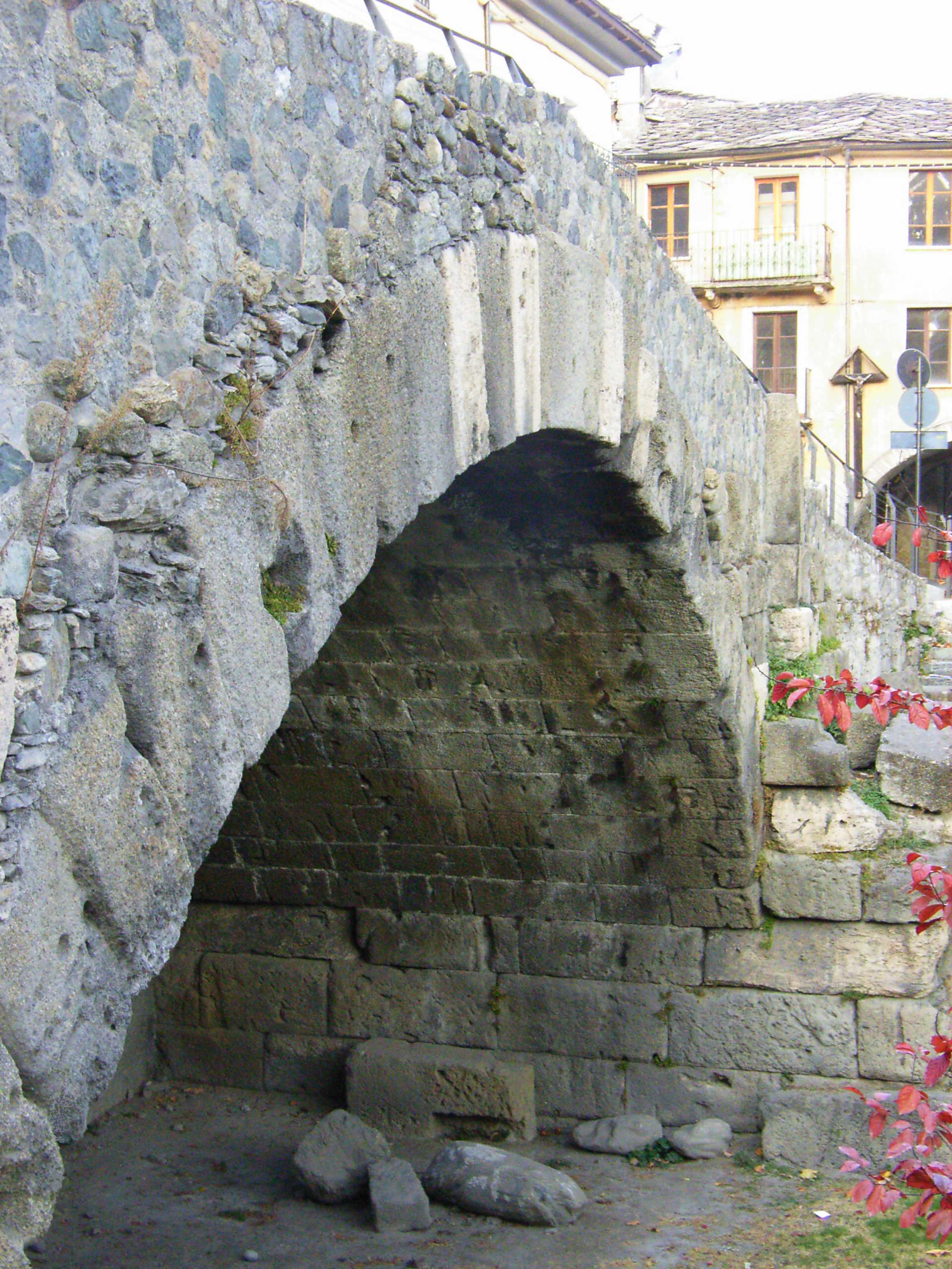
Pont de Pierre (Aosta), Aosta Valley, Ý
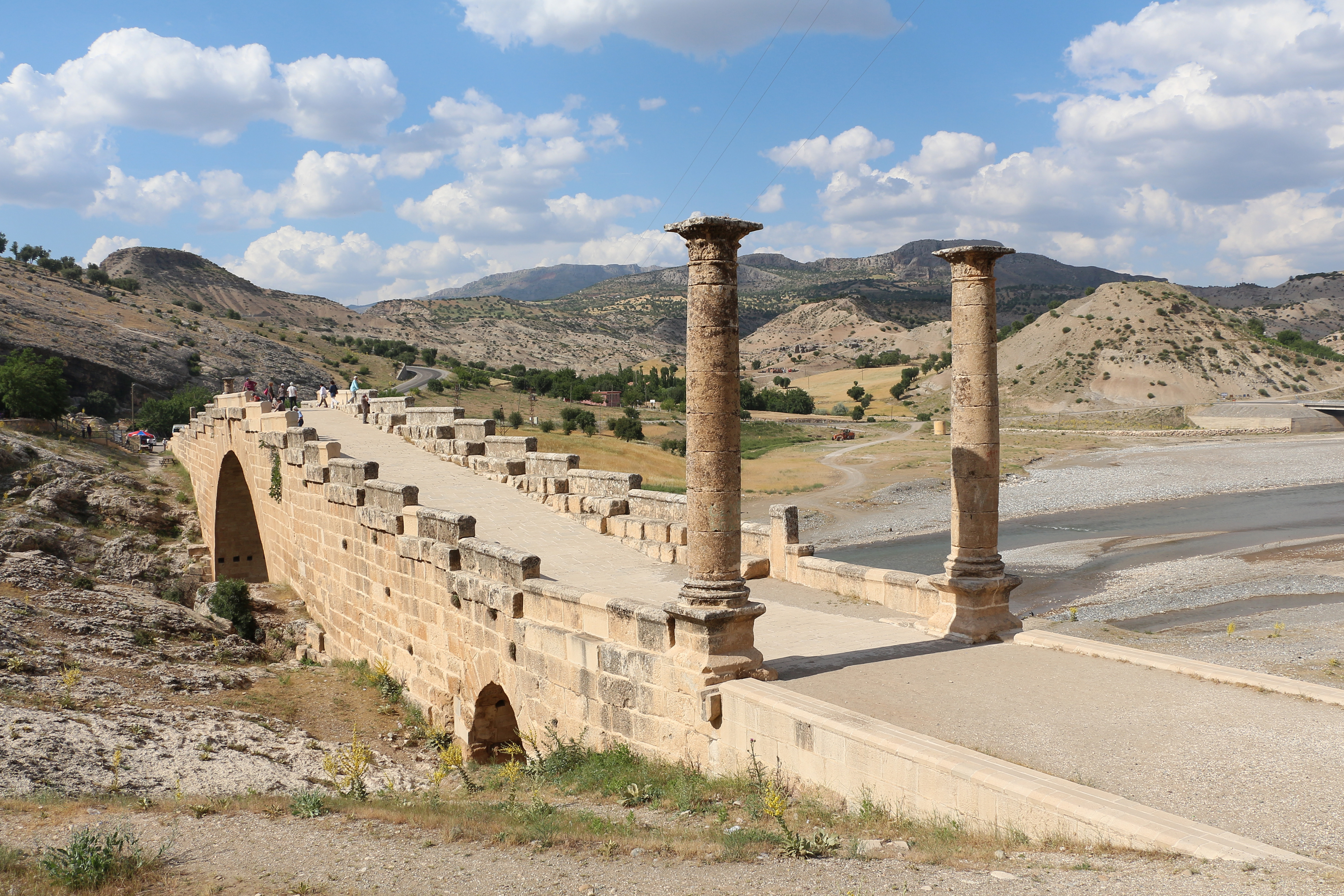
Cầu Severan, Thổ Nhĩ Kỳ
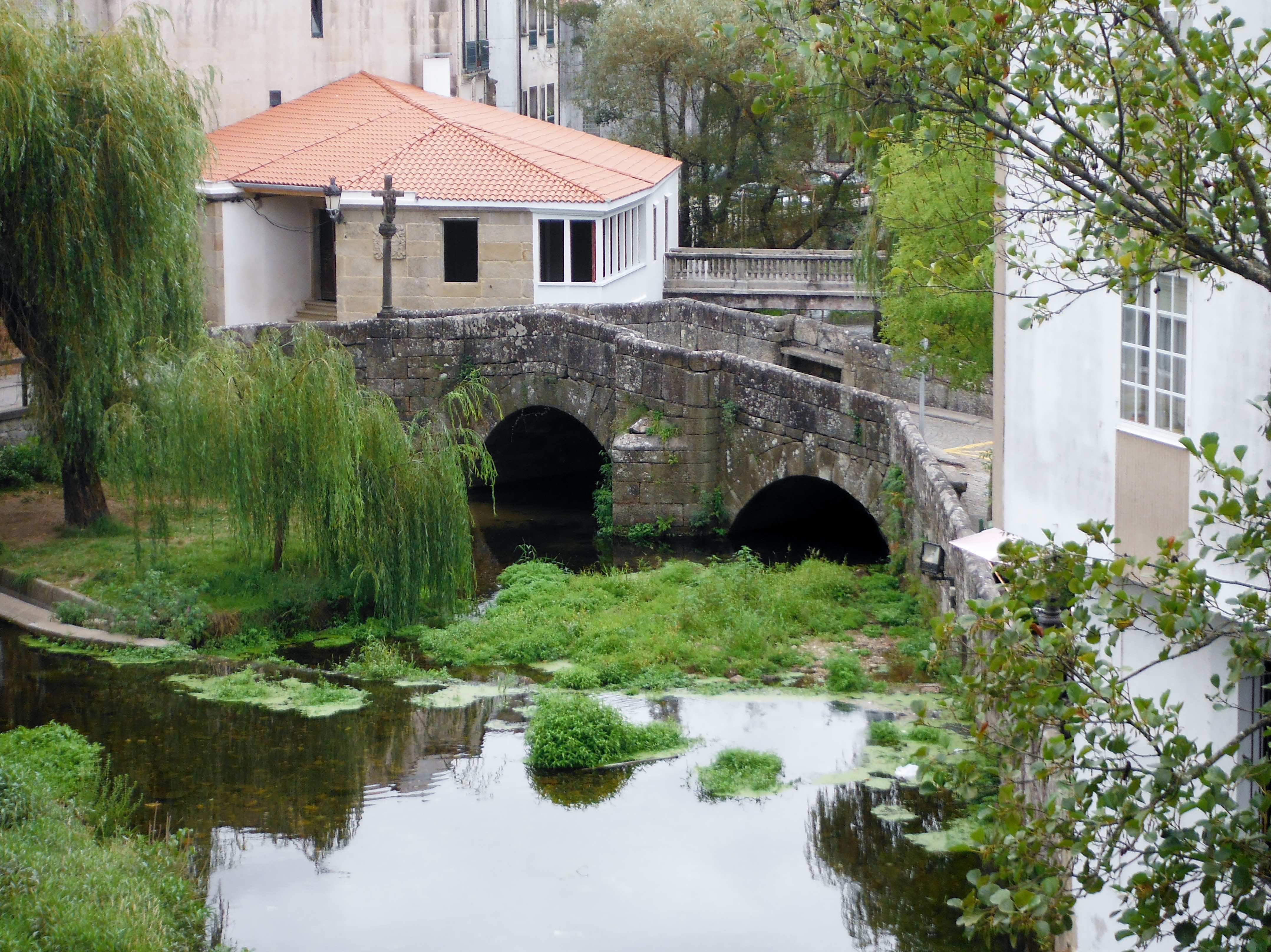
Cầu Bermaña, ở Caldas de Reis, Tây Ban Nha